# Olga Vasilchenko
Olga Germanovna Vasilchenko (russe : Ольга Германовна Васильченко), née le 8 novembre 1956, est une ancienne rameuse soviétique. Elle est médaillée d'argent aux Jeux de 1980.

## Carrière
Membre de l'équipe soviétique lors des Jeux olympiques d'été de 1980, elle remporte une médaille d'argent en quatre de couple.

## Palmarès

### Jeux olympiques
- Jeux olympiques d'été de 1980 à Moscou ( Union soviétique) :
  -  médaille d'argent en quatre de couple

### Championnats du monde
- Championnats du monde 1978 à Karapiro ( Nouvelle-Zélande) :
  -  médaille d'argent en quatre barré